# Piso (Einheit)
Piso war ein afrikanisches Gewichtsmaß  und gehörte zu den kleinen Maßen in Guinea.
- 1 Piso = 2 Aquiraques = 4 Mediatablas = 1 ⅓ Quintas = ⅔ Seron = 8 Gramm
- 8 Piso/Piso/Eusano/Usano/Usanno[2] = 2 Benda-offa = 1 Benda = 3 Eggebas = 64,116 Gramm[3]